# 宋胡禄
宋胡禄（宋胡録、寸古録、すんころく）とは、タイのスコータイ県、サワンカローク周辺で作られる陶器に対して言われる。「宋胡禄」の語自体は産地である「サワンカローク」の音訳である。

## 概要
もともとは、素焼きの器に梨地の白化粧を施し、鉄絵で多少の飾り絵を描いたものを言ったが、後に意味は拡大され、タイで産出される焼き物すべてを指すようになった。歴史的には、13世紀頃にラームカムヘーン大王が中国から陶工を呼び寄せ生産に成功した。14世紀-15世紀頃には輸出用に頻繁に作られ、中国人の商人によって日本へ持ち込まれた。日本では茶器としてつかわれ、茶道が普及し始めた戦国時代から注目を集めて、江戸時代には茶人に広く持て囃された。

## 関連記事
- サンカローク窯
- シーサッチャナーライ郡
- タイの華僑